# Route 72 (Alberta)
La Route 72 est une route de 33 km (21 mi) dans le centre de l'Alberta. Elle relie la route 2 près de Crossfield à la route 9 à Beiseker.

## Intersections majeures
| Municipalité rurale / spécialisée | Ville                              | km     | Destinations                         | Notes                              |
| --------------------------------- | ---------------------------------- | ------ | ------------------------------------ | ---------------------------------- |
| Comté de Rocky View               |                                    | 0,00   | AB-2A nord – Crossfield              | L'AB-72 ouest devient l'AB-2A nord |
| Comté de Rocky View               | AB-2 – Calgary, Red Deer, Edmonton | 0,00   | Échangeur; sortie 295 de l'AB-2      |                                    |
| Comté de Rocky View               | 11,90                              | AB-791 |                                      |                                    |
| Comté de Rocky View               | Beiseker                           | 33,50  | AB-806 nord – Acme, Linden           | Terminus sud de l'AB-806           |
| Comté de Rocky View               | Beiseker                           | 33,50  | AB-9 – Drumheller, Irricana, Calgary | L'AB-72 est devient l'AB-9 est     |
| - Transition de route             |                                    |        |                                      |                                    |